# Pseudodatames
Pseudodatames is een geslacht van wandelende takken uit de familie Bacillidae. De wetenschappelijke naam van dit geslacht is voor het eerst voorgesteld door Josef Redtenbacher in een publicatie uit 1906. De soorten van dit geslacht komen alleen op Madagaskar voor.

## Soorten
Het geslacht Pseudodatames omvat de volgende soorten:
- Pseudodatames alluaudi Redtenbacher, 1906
- Pseudodatames bicornutus Zompro, 2004
- Pseudodatames memorabilis Redtenbacher, 1906